# Kōki Hirota
Kōki Hirota (japonès: 広田弘毅)  (Fukuoka, 14 de febrer de 1878 - Sugamo Prison, 23 de desembre de 1948) va ser un diplomàtic i polític japonès actiu durant els períodes Meiji, Taishō i Shōwa. Format a la Universitat Imperial, va entrar a treballar al ministeri d'Afers Exteriors i va servir com a diplomàtic en diversos països. Posteriorment, va entrar en política com a ministre d'Afers Exteriors el 1933. El 1936 va esdevenir primer ministre i durant el seu breu mandat es va signar el Pacte Anti-Komintern amb Alemanya, i després tornà a ser ministre d'Afers d'Exteriors fins a la dimissió el 1938. Va ser condemnat a mort pel Tribunal Militar Internacional per a l'Extrem Orient com a criminal de guerra de classe A.

## Biografia

### Primers anys
Va néixer a Fukuoka el 14 de febrer de 1878. Primogènit d'un picapedrer, i eventualment adoptat per la família Hirota.
Va formar-se a la Primera Escola Superior i, després, va accedir a la Universitat Imperial de Tòquio, on va graduar-se el 1905. L'any següent va entrar al ministeri d'Afers Exteriors. Ocupà diversos càrrecs a països estrangers, i el setembre de 1923 va ser nomenat director de la secció d'Europa i Amèrica. D'una banda, va abordar l'exclusió dels immigrants japonesos als Estats Units i, de l'altra, va establir relacions diplomàtiques amb la Unió Soviètica, que van concloure amb la Convenció Bàsica soviètico-japonesa el gener de 1925. Després va servir com a ministre als Països Baixos durant tres anys i l'octubre de 1930 va ser nomenat ambaixador a la Unió Soviètica, amb la qual va intentar estrènyer relacions després de l'incident de Manxúria de 1931.

### Activitat política
El setembre de 1933 va ser nomenat ministre d'Afers Exteriors del govern de Makoto Saitō, succeint Kōsai Uchida, càrrec que va mantenir durant el govern de Keisuke Okada. Durant el seu mandat va aprofundir les relacions amb els militars i va adoptar mesures coercitives envers la Xina, anunciant els coneguts com tres principis de Hirota l'octubre de 1935. Després de l'incident del 26 de febrer i la reorganització del govern japonès, el març de 1936 va esdevenir primer ministre. Ocupant aquest càrrec va restaurar el sistema de restringir els càrrecs públics als militars, reservat només per a oficials actius, el maig de 1936, i el novembre del mateix any va signar el Pacte Anti-Komintern amb Alemanya d'Adolf Hitler. El govern va dimitir en bloc el mes de gener de 1937, i el juny del mateix any va tornar a ser nomenat ministre d'Afers Exteriors en el govern de Fumimaro Konoe. El mateix any esdevingué membre de la Cambra dels Pars. Amb l'esclat de la Segona Guerra sino-japonesa, arran de l'incident del pont Marco Polo el juliol de 1937, no va oposar-se a l'augment de les operacions militars a la Xina ni a la decisió del primer ministre de finalitzar les negociacions amb el govern xinès el gener de 1938, que va deixar el conflicte estancat. El maig de 1938 va dimitir del càrrec.
A petició del nou ministre, Tōgō Shigenori, va intentar negociar una pau a la Guerra del Pacífic amb l'ambaixador soviètic al Japó el juny de 1945, però no va tenir èxit.

### Condemna a mort
Després de la Segona Guerra Mundial, va ser condemnat com a criminal de guerra de classe A, sent l'únic càrrec civil a ser condemnat a la pena de mort pel Tribunal Militar Internacional per a l'Extrem Orient.
Hirota no era un oficial militar, sinó un funcionari civil i era popular entre el públic, la qual cosa va provocar una petició per reduir la seva sentència que va recollir 29.985 signatures al Japó. Fins i tot avui dia, el seu nom sovint esmentat quan es debaten els Judicis de Tòquio al Japó com un judici de la "justícia del guanyador".